# Little Chena River
Der Little Chena River ist ein etwa 117 Kilometer langer rechter Nebenfluss des Chena River im Interior des US-Bundesstaats Alaska.

## Verlauf
Der Little Chena River entspringt im Yukon-Tanana Upland 12,5 km nordnordwestlich vom Chena Dome auf einer Höhe von etwa 730 m. Er fließt in überwiegend südwestlicher Richtung durch das Hügelland. Der Little Chena River weist im Mittel- und Unterlauf zahlreiche enge Flussschlingen auf. Bei Flusskilometer 27 kreuzt die „Chena Hot Springs Road“ den Flusslauf. Dort befindet sich ein Abflusspegel. Der Little Chena River mündet schließlich bei Badger auf einer Höhe von 141 m in den Chena River. 500 m oberhalb der Mündung kreuzt die „Nordale Road“, welche Badger mit Steele Creek verbindet, den Flusslauf.

## Hydrologie
Der Little Chena River entwässert ein Areal von etwa 1029 km². Der mittlere Abfluss (MQ) an der Chena Hot Springs Road beträgt 6,15 m³/s. Von Mai bis September führt der Fluss überdurchschnittlich viel Wasser. Im Sommer 1967 kam es nach starken Niederschlägen und dem Anschwellen von Chena River und Little Chena River zu schweren Überschwemmungen in Fairbanks.